# Israel Vibration
Gli Israel Vibration sono una storica reggae band di Kingston, in Giamaica, composto in origine da Lascelle "Wiss" Bulgin, Albert "Apple Gabriel" Craig, e Cecil "Skeleton" Spence.
I tre membri del gruppo sono nati in aree economicamente depresse della Giamaica tra gli anni '40 e gli anni '50. Proprio in quel tempo in Giamaica c'era una terribile epidemia di poliomielite che, partendo da acque infette, si propagò nelle città e nelle zone rurali.
I tre furono colpiti in giovane età ma questo non impedì, più tardi, quando il gruppo si formò alla fine degli anni '70,di diventare tra le band di spicco della scena reggae mondiale, portatori di un profondo messaggio spirituale e di pace.

## Storia del gruppo
Il trio si conobbe al Mona Rehabilitation Center a Kingston, un centro di riabilitazione, in quanto molti ragazzi venivamo portati lì per ovviare alle scarse possibilità economiche.  Ognuno però prese una strada diversa, dovuto essenzialmente ai trasferimenti ai vari istituti. Si convertirono al Rastafarianesimo in questo periodo, facendosi crescere i Dreadlocks come la tradizione Rasta vuole. Restarono nei vari centri fino al 1969 anno in cui andarono a vivere ai bordi di Kingston, in condizioni economiche precarie.
Nel 1976, Apple Gabriel, Wiss e Skelly si riuniscono a Kingston formando un gruppo vocale. Il finanziamento per il loro primo album arrivò dai Twelve Tribes of Israel dopo che Hugh Booth, un membro dei Twelve Tribes, li sentì cantare in un prato fuori Kingston.
Gli Israel registrarono tre album: The Same song, Unconquered people e Why you so craven, che includono hit di successo come "The same song", "We a de rasta", "Highway robbery", prima di sciogliere temporaneamente la band nel 1981.
Il secondo Unconquered People, fu registrato ai Tuff Gong studio con i Wailers. In quell'occasione incontrarono Bob Marley, che gli fece i complimenti.
Nel frattempo avevano accumulato registrazioni incomplete che avrebbero usato per il futuro.
Si spostarono in USA per seguire cure professionali. Presero appartamento a Manhattan, ma di lì a breve intrapresero una strada da solisti.
Nel frattempo moriva Bob Marley, uno dei più grandi profeti del Rastafarianesimo, e Peter Tosh, vittima di un omicidio. Il Reggae perdeva due tra i suoi più importanti esponenti.
Nel 1988, Gary "Dr. Dread" Himmelfarb, fondò la RAS Records, richiamando i tre in studio per la registrazione di un album. Skelly, Apple, e Wiss volarono a Washington, D.C., per registrare l'album al Lion and Fox Recording Studios. Strength of my life fu il quarto album e il primo dei 18 CD pubblicati per la RAS. Il loro lavoro, contenente tra le altre tracce la nota Don't want apartheid, riscontrò pareri favorevoli ed è considerato uno dei migliori lavori successivi all'era d'oro del roots reggae.
Nel 1996, nell'album Free to move, vengono pubblicati due classici "Feelin' Irie" e "Rudeboy Shufflin'", che rilanciano la Band a livello mondiale, e che riprendono i consensi avuti con l'album precedente.
Nel 1997, Dr. Dread dichiarò che Apple Gabriel stava per lasciare il gruppo per seguire una carriera da solista. Nel 1999 esce Pay the Piper, album che dimostra tutta la bravura di quello che a quel punto era un duo; il video del brano Hard Road fu visto in 3900 blockbuster durante il mese di gennaio 2000. L'album Jericho, uscito il 16 maggio 2000, è considerato uno dei migliori lavori del gruppo.
Skelly e Wiss continuano a registrare album e girare il mondo come Israel Vibration, sostenuti dallo storico gruppo dei Roots Radics.

## Discografia
- The Same Song (1978)
- Unconquered People (1980)
- Why you So Craven (1981)
- Strength of My Life (1988)
- Praises (1990)
- Dub Vibration: Israel Vibration in Dub (1990)
- Forever (1991)
- Vibes Alive (1992)
- IV (1993)
- I.V.D.U.B. (1994)
- On the Rock (1995)
- Dub the Rock (1995)
- Israel Dub (1996)
- Free to Move (1996)
- Live Again! (1997)
- Pay the Piper (1999)
- Jericho (2000)
- Dub Combo (2001)
- Live & Jammin (2003)
- Fighting Soldiers (2003)
- Stamina (2007)
- Reggae Knights (2010)
- Play it real (2015)